# Three Sisters Range
Three Sisters Range är ett berg i Kanada.   Det ligger i provinsen British Columbia, i den centrala delen av landet, 3 800 km väster om huvudstaden Ottawa. Toppen på Three Sisters Range är 2 125 meter över havet, eller 423 meter över den omgivande terrängen. Bredden vid basen är 11,1 km.
Terrängen runt Three Sisters Range är varierad. Trakten runt Three Sisters Range är nära nog obefolkad, med mindre än två invånare per kvadratkilometer.. Det finns inga samhällen i närheten.
Omgivningarna runt Three Sisters Range är i huvudsak ett öppet busklandskap.